# Pseudagrion hypermelas
Pseudagrion hypermelas – gatunek ważki z rodziny łątkowatych (Coenagrionidae). Stwierdzony w Indiach i Pakistanie. Takson Pseudagrion bidentatum, znany tylko z holotypu – samca odłowionego w Deesa w północno-zachodnich Indiach, na World Odonata List uznawany jest za synonim P. hypermelas.